# Gunther Schuller
Gunther Alexander Schuller (New York, 22 november 1925 – Boston, 21 juni 2015) was een Amerikaans componist, muziekpedagoog, musicoloog, dirigent, fluitist en hoornist. Zijn vader was violist in het New York Philharmonic Orchestra. Zijn ouders waren Duitse emigranten.

## Levensloop

### Jeugd, opleiding en eerste orkestervaring
Schuller ging van 1938 tot 1942 op de Saint Thomas Choir School en zong daar als jongenssopraan. Privé studeerde hij dwarsfluit en hoorn. Aan de Manhattan School of Music studeerde hij muziektheorie. In 1943 speelde hij hoorn in het Ballet Theater Orchestra en werd al op 17-jarige leeftijd 1e hoornist in het Cincinnati Symphony Orchestra. In de jaren 1945-1959 was hij tevens hoornist in het Metropolitan Opera Orchestra in New York. Naast zijn verplichtingen in het orkest werkte hij ook zo veel mogelijk met twee grote kunstenaars uit de jazzwereld: Miles Davis en Gil Evans.

### De dirigent
In de jaren 1950 begon hij ook een carrière als dirigent, waarbij hij zich voornamelijk richtte op eigentijdse muziek. Later dirigeerde hij vooraanstaande orkesten over de hele wereld met een uitgebreid repertoire, inclusief zijn eigen werken. Hij creëerde de zogenoemde Third Stream, een stilistische verbinding van progressieve technieken van de jazz en de klassieke muziek en werkte samen in de ontwikkeling en de stijl met John Lewis, Dizzy Gillespie, Charles Mingus, Jimmy Giuffre het Modem Jazz Quartet en anderen.

### Muziekpedagoog
Hij was professor aan de Manhattan School of Music en aan de Yale School of Music in New Haven (Connecticut) werd hij hoofd van de eigentijdse muziek activiteiten. Verder was hij van 1970 tot 1985 directeur van het Berkshire Music Center in Tanglewood en van 1967 tot 1977 was hij president van het New England Conservatory in Boston, (Massachusetts) en richtte daar een jazz programma op, dat ook vandaag nog als een van de beste der wereld aangezien wordt. Hij schreef en publiceerde verschillende boeken, onder andere in 1968 zijn eerste volume van zijn monumentale geschiedenis van de jazz. In 1997 publiceerde hij The Compleat Conductor, een analyse van acht symfonische werken aan de hand van recente cd-uitvoeringen. Tot zijn leerlingen behoren onder anderen Eduardo Mata, Eric Ewazen en Irwin Swack.

### Muziekuitgever en -producent
Schuller was hoofdredacteur van Jazz Masterworks Editions en codirecteur van het Smithsonian Jazz Masterworks Orchestra in Washington D.C.. In 1980 was hij oprichter van de muziekuitgave GM RECORDINGS.

### Componist
Zijn eerste werken schreef hij in het midden van de jaren 1940. Grote bekendheid en reputatie als componist kreeg hij met zijn werk Seven Studies on Themes of Paul Klee uit 1959. Als componist schreef hij tot nu meer dan 180 werken, die van vele orkesten in de hele wereld uitgevoerd werden. In 1994 werd hij voor zijn werk Of Reminiscences and Reflections met de Pulitzer-prijs voor muziek onderscheiden. In zijn werken uit hij zich zelf als grote orkestrator met complete controle over het serialisme, geïnspireerd door Anton Webern. Zijn eerste opera was in heel Europa een groot succes. In 1993 ontving Schuller de prestigieuze Hall of Fame award van het Down Beat magazine en de Lifetime Achievement award. In 1997 kreeg hij de gouden medaille voor muziek van de American Academy of Arts and Letters. Hij is aan twaalf verschillende Amerikaanse universiteiten eredoctor.

### De familie
Hij heeft samen met zijn echtgenote ook twee muzikale kinderen, de jazzslagwerker George Schuller en de bassist Ed Schuller.

## Composities

### Werken voor orkest
- 1945 Vertige d’Eros
- 1947 Meditation, symfonische studie voor groot orkest
- 1951 Dramatic Overture, voor orkest
- 1957 Little Fantasy, voor orkest
- 1958 Spectra, voor groot orkest
- 1959 Seven Studies on Themes of Paul Klee, voor orkest
- 1960 Capriccio, voor tuba en orkest
  1. Slow – Allegro
  2. Adagio
  3. Molto adagio
- 1962 Journey to the Stars, voor spreker en orkest
- 1963 Composition in Three Parts, voor groot orkest
- 1964 Five Bagatelles, voor orkest
  1. study in contrasting sonorities, exploiting the rich timbral variety inherent in the modern orchestra
  2. study in dynamic contrast
  3. study in Klangfarbenmelodie
  4. study in rhythm
  5. summation of the previous four
- 1965 American Triptych, voor orkest
- 1965 Symphony, voor groot orkest
- 1966 Concerto for Orchestra No. 1 – Gala Music, voor orkest
- 1966 Five Etudes, voor orkest
- 1967 Triplum I, voor orkest
- 1969 Consequents, voor orkest
- 1969 Shapes and Designs, voor orkest
- 1971 Concerto da camera, voor orkest
- 1972 Capriccio Stravagante, voor orkest
- 1973 Three Nocturnes, voor orkest
- 1975 Four Soundscapes – Hudson Valley Reminiscences, voor groot orkest
- 1975 Triplum II – Three Lyric Pieces for Instrumental Trios, voor groot orkest
- 1976 Concerto for Orchestra No. 2
- 1984 Jubilee Music, voor groot orkest
- 1985 Farbenspiel (Concerto for Orchestra No. 3), voor groot orkest
- 1989 Chamber Symphony
  1. Calmo — Animando — Calmo
  2. Arioso
  3. Vivo
- 1992 And They All Played Ragtime, voor orkest
- 1992 Festive Music, voor orkest
- 1993 Of Reminiscences and Reflections, voor groot orkest
- 1993 Ritmica-Melodica-Armonia, voor orkest
- 1994 The Past is in the Present; voor groot orkest
- 1996 An Arc Ascending, voor groot orkest
- 2002 Concerto da camera No. 2, voor orkest
- 2003 Encounters, voor zes zang solisten, altsaxofoon solo, tenorsaxofoon solo, trompet solo, jazz band (16 instrumentalisten), en groot orkest

#### Concerten voor instrumenten en orkest
- 1942 Concerto Nr. 1, voor hoorn en orkest
  1. Andante
  2. Nocturno
  3. Scherzo – Finale
- 1945 Concerto, voor cello en orkest
- 1954 Recitative and Rondo, voor viool en orkest
- 1960 Variants, voor jazzkwartet en orkest
- 1961 Contrasts, voor blazerskwintet en orkest
- 1962 Concerto Nr. 1, voor piano en orkest
  1. Andante molto
  2. Scherzo
  3. Moderato, "Quasi Una Fantasia"
- 1962 Journey into Jazz, voor spreker, jazzkwintet en orkest
- 1962 Movements, voor dwarsfluit en strijkorkest
- 1963 Threnos, voor hobo en orkest
- 1964 Diptych, voor koperkwintet en orkest
- 1968 Concerto, voor contrabas en kamerorkest
  1. Introduction – Moderato – Tempo commodo
  2. Presto
  3. Adagio
  4. Molto tranquillo
  5. Andante sostenuto
  6. Presto
  7. Tempo commodo – Coda
- 1970 Museum Piece, voor Renaissance instrumenten en orkest
- 1970 Suite from the Opera "The Visitation", voor jazzensemble en orkest
- 1975 Concerto, voor contrafagot en orkest
- 1975 Concerto Nr. 2, voor hoorn en orkest
- 1976 Concerto (Nr. 1), voor viool en orkest
- 1979 Concerto, voor trompet en orkest
- 1981 Concerto Nr. 2, voor piano en orkest
- 1983 Concerto, voor altsaxofoon en orkest
- 1984 Concerto Festivo, voor koperkwintet en orkest
- 1984 Concerto Quaternio, voor vier solo-instrumenten (viool, dwarsfluit, hobo, trompet) en vier orkestgroepen
- 1985 Concerto – "Eine kleine Fagottmusik", voor fagot en orkest
  1. Ballade
  2. Berceuse
  3. Burlesca
  4. Blues
  5. Badinerie
- 1985 Concerto, voor altviool en orkest
- 1988 Concerto, voor dwarsfluit (piccolo) en orkest
- 1988 Concerto, voor strijkkwartet en orkest
- 1990 Concerto, voor twee piano's (driehandig) en kamerorkest
- 1991 Concerto Nr. 2, voor viool en orkest
- 1994 Concerto, voor orgel en orkest
- 1994 Lament for M, voor tenorsaxofoon solo en orkest

### Werken voor harmonieorkest
- 1948 Jumping in the Future, voor harmonieorkest
- 1950 Symfonie, voor koperensemble en slagwerk, op. 16
- 1963 Meditation, voor harmonieorkest
- 1964 Diptych, voor koperkwintet en harmonieorkest
- 1966 Study in Texture, voor harmonieorkest
- 1968 Fanfare for St. Louis, voor harmonieorkest
- 1980 Eine Kleine Posaunenmusik, voor trombone solo en harmonieorkest
  1. Allegro
  2. Recitative
  3. Scherzo
  4. Chorale
  5. Allegro energico
- 1981 In Praise of Winds – Symphony, voor groot harmonieorkest
- 1985 Eine kleine Fagottmusik
- 1989 Parody from Divertimento "On winged Flight", voor 3 cello's en harmonieorkest
- 1990 Song and Dance, voor viool en harmonieorkest
- 1997 Blue Dawn into White Heat, voor harmonieorkest
- 1998 Witchi-Tai-To: The Music of Jim Pepper, voor jazzensemble en orkest
- 2006 Refrains, voor groot koperensemble (10 eufoniums en 12 tuba's) en slagwerk
- 2008 Nature's Way, voor harmonieorkest
- Headin’ Out, Movin’ In, voor tenorsaxofoon en jazzensemble
- Tribute to Rudy Wiedoeft, voor altsaxofoon en harmonieorkest

### Oratoria, cantates en gewijde muziek
- 1966 Sacred Cantata (Psalm 98), cantate voor gemengd koor, orgel, dwarsfluit, hobo, fagot, trompet, hoorn, trombone, viool, cello, contrabas twee slagwerkers
- 1971 The Power Within Us, oratorium voor spreker, bariton, gemengd koor en orkest
- 1987 Thou Art the Son of God, voor gemengd koor en dwarsfluit (piccolo), althobo, klarinet, hoorn, trompet, slagwerk, viool, cello en contrabas
- The Black Warrior, oratorium voor spreker, sopraan, bariton, gemengd koor en orkest – tekst: van de componist, naar Martin Luther King Jr., "Letter from Birmingham City Jail"

### Muziektheater

#### Opera's
| Voltooid in | titel                      | aktes     | première                             | libretto                                                             |
| ----------- | -------------------------- | --------- | ------------------------------------ | -------------------------------------------------------------------- |
| 1966        | The visitation             | 3 aktes   | 12 oktober 1966, Hamburg             | van de componist, naar motieven van Franz Kafka, "Het Proces"        |
| 1970        | The Fisherman and His Wife | 13 scènes | 7 mei 1970, Boston                   | John Updike, naar de Gebroeders Grimm, "Van de visser en zijn vrouw" |
| 1989        | A Question of Taste        |           | 24 juni 1989, Cooperstown (New York) |                                                                      |

#### Balletten
| Voltooid in | titel                                                            | aktes | première                 | libretto          | choreografie |
| ----------- | ---------------------------------------------------------------- | ----- | ------------------------ | ----------------- | ------------ |
| 1957        | Traitor (naar: Symfonie, voor koperensemble en slagwerk), op. 16 |       |                          | José Limon        |              |
| 1960        | Variants                                                         |       | 4 januari 1961, New York | George Balanchine |              |

### Werken voor koren
- 1972 Poems of Time and Eternity, voor gemengd koor, dwarsfluit (piccolo), klarinet, fagot, hoorn, viool, altviool, cello en piano
- 1980 Music for a Celebration, voor gemengd koor, samenzang en orkest
- 1994 Magnificat and Nunc Dimittis, voor gemengd koor
- 1994 Mondrian’s Vision, voor kamerkoor en orkest

### Vocale muziek
- 1944 Six Early Songs, voor sopraan en orkest
- 1962 Six Renaissance Lyrics, voor tenor, dwarsfluit, hobo, piano, viool, altviool, cello en contrabas
  1. Sonnet, 87, Farewell, thou art too dear for my possessing – voor hobo en strijkkwartet – tekst: William Shakespeare
  2. Noche Oscura – voor strijkkwartet en piano – tekst: Juan de la Cruz
  3. Under der Linden – voor hobo, altviool en cimbaal – tekst: Walther von der Vogelweide
  4. Sonnet 126 – voor cello, contrabas en piano – tekst: Francesco Petrarca
  5. La continuation des amours – voor tenor, dwarsfluit en contrabas – tekst: Pierre de Ronsard
  6. O notte, O dolce tempo, – sonnet voor tenor, dwarsfluit, hobo, piano, viool, altviool, cello en contrabas – tekst: Michelangelo di Lodovico Buonarroti Simoni
- 1964 Five Shakespearean Songs, voor bariton en orkest
- 1978 Deaï (Encounters), voor 2 sopranen, mezzosopraan, alt, tenor, 2 baritons, bas en drie orkesten met 3 dirigenten
- A Medieval Christmas, voor 8 zangstemmen en 12 instrumentalisten

### Kamermuziek
- 1942-1946 Trois Hommages, voor hoorn, saxofoon, piano en slagwerk
  1. Intermezzo – Hommage à Frederick Delius
  2. Pavane – Hommage à Maurice Ravel
  3. Chanson – Hommage à Darius Milhaud
- 1947 Kwartet, voor contrabassen
  1. Allegro moderato
  2. Allegro scherzanzdo
  3. Adagio
- 1948 Trio, voor hobo, hoorn en altviool
- 1949 Duo Sonata, voor klarinet en basklarinet
- 1952 Five Pieces for Five Horns
  1. Largamente e maestoso
  2. Adagio e con tenerezza
  3. Tranquillo
  4. Con moto e agitato — Adagio
  5. Toccata (Energico)
- 1956 Transformation, voor dwarsfluit, klarinet, tenorsaxofoon, fagot, hoorn, trombone, vibrafoon, harp, piano, contrabas en slagwerk
- 1957 Symbiosis, voor viool, piano en slagwerk
- 1958 Blazerskwintet
- 1960 Lines and Contrasts, sonate voor 16 hoorns
- 1960 Lifelines, voor dwarsfluit, slagwerk en gitaar
- 1961 Double Quintet, voor blazers- en koperkwintetten
- 1961 Music for Brass Quintet
- 1962 Automation – music for a real or imagined film score, voor dwarsfluit, klarinet (basklarinet), fagot, hoorn, 2 slagwerkers, harp, piano, viool en contrabas
- 1965 Strijkkwartet Nr. 2
- 1967 Aphorisms, voor dwarsfluit, viool, altviool en cello
- 1967 Tear Drop, voor dwarsfluit, klarinet (altsaxofoon (=baritonsaxofoon)), hoorn, trompet, trombone, tuba, gitaar, contrabas en drums
- 1968 A Bouquet for Collage, voor dwarsfluit, klarinet, slagwerk, piano, viool en cello
- 1972 Tre Inventioni, voor kamer-ensembles
- 1973 Five Moods, voor vier tuba's
- 1979 Octet, voor klarinet, fagot, hoorn, 2 violen, altviool, cello en contrabas
- 1983 Duologue (4 Characteristic Pieces), voor viool en piano
- 1984 On Light Wings, voor viool, altviool, cello en piano
- 1984 Piano Trio, voor viool, cello en piano
- 1988 Chimeric Images, voor dwarsfluit, klarinet, fagot, trompet, hoorn, harp, piano (celesta), viool, altviool, cello en contrabas
- 1989 Five Impromptus, voor althobo en strijkkwartet
- 1989 Phantasmata, voor viool en marimba
- 1990 A Trio Setting, voor klarinet, viool en piano
- 1990 Hommage à Rayechka, voor 8 cello's (of een veelvoud ervan 24, 32, of 40)
- 1990 Impromptus and Cadenzas, voor hobo (althobo), klarinet, fagot, hoorn, viool en cello
- 1991 Music for Young People, voor dwarsfluit, piano, viool en cello
- 1991 Paradigm Exchanges, voor dwarsfluit, klarinet, viool, cello en piano
- 1993 Brass Quintet No. 2
- 1994 Sextet, voor piano (linke hand) en blazerskwintet
- 1997 Bright and Sassy, voor 2 hoorns, trompet in C, trompet in Bes, 2 trombones en tuba
- 1999 Ohio River Reflections, voor hoorn, viool, altviool en piano
- 1999 Sonata, voor altsaxofoon en piano
- 2001 Quodlibet, voor hobo, hoorn, viool, cello en harp
- 2002 Strijkkwartet Nr. 4
- 2005 Grand Concerto, voor slagwerk (8 slagwerkers) en toetseninstrumenten (harp, celesta en piano)
- Fantasy, voor cello solo op. 19
- Studies for Unaccompanied Horn

### Werken voor orgel
- 1976 Triptych
- 1981 Symphony
- 1986 Orgelwalzer
- 1992 Sonata-Fantasia
- 1994 Concerto, voor orgel en orkest

### Werken voor harp
- 1994 Fantasy

### Werken voor gitaar
- 1994 Fantasy Suite

### Werken voor slagwerk
- 1993 Marimbology, voor marimba

## Publicaties
- Gunther Schuller: Horn Technique, 1st edition, 1962; 2nd edition 1991, Oxford University Press
- Gunther Schuller: Early Jazz: Its Roots and Musical Development. 1968, Reprint 1986. vol. 1 van The history of jazz
- Gunther Schuller: The Swing Era: The Development of Jazz 1930-1945, 1989, vol. 2 van The history of jazz
- Gunther Schuller: Musings – the musical worlds of Gunther Schuller, 1986, Oxford University Press
- Gunther Schuller: The Compleat Conductor. Oxford University Press 1998